# Ordnance Survey International
Dal 1946 al 1999, l'Ordnance Survey International (Rilevamento militare internazionale) e le agenzie precedenti formarono l'Ordnance Survey International Collection (ufficialmente Ordnance Survey International Library), un archivio di fotografie aeree, mappe e documentazioni di rilevamenti topografici provenienti dalla sua attività cartografica al di fuori del Regno Unito
L'agenzia è stata chiusa nel 2001. La responsabilità del suo archivio passò ai The National Archives nel 2003; fu disperso poco dopo.

## Storia

### L'agenzia
Nel 1946, il DCS - Directorate of Colonial Surveys - (Direttorato dei rilevamenti cartografici coloniali) fun fondato dal Colonial Office per fornire un'organizzazione centrale responsabile di rilevamenti cartografici e mappatura delle colonie e dei protettorati britannici. Nel 1957, con l'imminente decolonizzazione di molti territori britannici, fu rinominato Directorate of Overseas Surveys - DOS - (Direttorato dei rilevamenti cartografici d'oltremare). Revisioni governative durante gli anni 1970 lo guidarono alla fusione con l'Ordnance Survey - OS - (Rilevamenti cartografici per gli armamenti) nel 1984, da cui fu noto come Overseas Surveys Directorate - OSD - (Direttorato dei rilevamenti cartografici oltremarini).
Nel 1991, dopo il compimento dell'ultimo progetto di mappatura, il suo nome cambiò per l'ultima volta in Ordnance Survey International e la sua attività principale divenne la consulenza, soprattutto nell'Europa orientale. Fu chiuso nel 2001.

### L'archivio
I dati relativi a fotografie aeree, mappe e rilevamenti erano originariamente conservati in archivi separati, ma furono fusi nel 1984 in una singola raccolta, chiamata Technical Information and Support Services (Informazioni Tecniche e Servizi di Assistenza). Nel 1991 fu rinominato Ordnance Survey International Library (Libreria Internazionale dei Rilevamenti Cartografici Militari). Nel 2002di decise che non era più necessario e la responsabilità della sua eliminazione passò ai National Archives. Durante il 2003 e il 2004 i National Archives, l'Ordnance Survey e consulenti da corpi specializzati valutarono congiuntamente la collezione per determinare quali documenti dovessero essere considerati e da quali custodi. La collezione fu divisa durante il 2004.
Il contenuto dell'archivio è descritto globalmente in The Ordnance Survey International Collection e le sue presenti posizioni sono listate in Content dispersal.

## Mappatura
Durante la sua esistenza, l'agenzia ha provvisto a mappare quasi tutte le colonie britanniche e i protettorati. Oltre a ciò, alcuni paesi non appartenenti al Commonwealth sono stati mappati tra il 1975 e il 1991, tra cui Etiopia, Liberia, Sudan E Yemen.
Le aerofotogrammetrie e le fotogrammetrie furono impiegate in missioni aeree principalmente di compagnie cartografiche britanniche. Agency surveyors were sent abroad to establish horizontal and vertical ground control for the photography; this was permanently marked and co-ordinated so that the surveys could be the basis for future work.
Dopo che una mappa era compilata con le fotografie, un plot (bozza) era creato per controllare e riguardava le note del locale dipartimento di cartografia del paese. La mappa finale era disegnata al quartier generale dell'agenzia e stampata dall'Ordnance Survey.

## Altri ruoli
Oltre al proprio ruolo primario di creazione di carte geografiche, l'agenzia era responsabile di:
- Fornitura di consigli all'Overseas Development Agency (Agenzia di Sviluppo d'Oltremare) e ai governi e organizzazioni stranieri riguardo ai problemi tecnici riguardanti tutti gli aspetti della cartografia e della mappatura.[4]
- Diffusione delle informazioni riguardanti le nuove tecniche relative a misurazioni, fotogrammetria e cartografia.[4]

## Direttori generali
| Direttore        | Da              |
| ---------------- | --------------- |
| Martin Hotine    | 11 marzo 1946   |
| G. J. Humphries  | 10 ottobre 1963 |
| W. D. C. Wiggins | 1º ottobre 1965 |
| D. E. Warren     | 31 maggio 1968  |
| B. E. Furmston   | giugno 1979     |

Fonte: "Mapping the World", Alastair Macdonald.